# Qutab
Qutab, gutab ou kutaby são pasteis fritos, típicos do Azerbaijão, equivalentes aos chiburekki do Tadjiquistão; a massa, de farinha de trigo, pode ou não levar ovos e o recheio pode ser de carne ou de vegetais. Muitas vezes são servidos polvilhados de sumagre, banhados com manteiga derretida e acompanhados de iogurte. 
A massa não é lêveda e é estendida fina e cortadas em rodelas do tamanho dum prato. O recheio é colocado no centro e a rodela dobrada, na forma dum rissol; são fritos em óleo. O recheio de carne não é cozinhado: a carne e a cebola são moídas e o resultado é temperado com sal e pimenta, lavashana (o equivalente ao “tklapi” da Geórgia, a polpa de ameixas azedas prensada e seca ao sol) e puré de romã. Para os kutaby de vegetais, usa-se espinafre, azedas ou agrião, cebolinho, coentro fresco e endro, salteados com cebola e temperados com sal, pimenta e lavashana.
Um tipo de iogurte aconselhado é o matsoni (também transliterado como “matzoon” ou “mazun”, de origem arménia, fermentado com uma mistura de lactobacilos, estreptococos e uma levedura) 